# التلي بلكحل
التلي بلكحل هو سياسي ومحارب وعسكري مقاوم جزائري ولد سنة 1780، الزعفران (ولاية الجلفة)، اشتهر بمناهضته للاحتلال الفرنسي للجزائر سنة 1830. قاد قبيلته أولاد سي أحمد من بطون أولاد نائل بمنطقة الجلفة حيث شاركوا في المقاومة الشعبية العامة التي قام بها الجزائريون إثر دخول المستعمر الفرنسي بلادهم وقد رافق الأمير عبد القادر الجزائري حين أطلق النفير العام وبدأ توحيد الصفوف لمقاومة استعمار فرنسا لبلادهم. وكان جيش التلي المقاوم ينشط في منطقة الجلفة والمناطق المجاورة وكانت له عدة معارك مع المستعمر كبدت هذا الاخير خسائر كبيرة إلى ان ألقى عليه القبض ثم أطلق سراحه نظرا لتقدمه في السن ووضع تحت الرقابة إلى ان توفي غرقا في واد الحاجية.

## نشأته
التلي بلكحل” بطل “أولاد سي أحمد” بن لخضر بن قريدة ولد سنة 1780 نشأ في بيت علم وتقوى وتفوق في الأدب والتوحيد والحكمة وكان من إخوته وعمومته علماء، والده «الأكحل» كان شيخا على عرش أولاد سي أحمد، وبعد وفاة والده تولى التلي رئاسة العرش، عايش الأتراك ودخل قصورهم وصارت تربطه بـ «يحي آغا» قائد الجيش العثماني بالجزائر صداقة متينة لذا اكتسب حنكة كبيرة ساعدته على قيادة الرجال وتسيير المعارك فيما بعد
كان يتسم بالوعي السياسي والحنكة في تسييره للمعارك وفي تقسيمه المهام على الفائل الدفاعية والهجومية على المهاجمين، أن التلي بلكحل يعتبر من أبطال أولاد نائل في مسيرته الطويلة.

## مرافقته للأمير عبد القادر

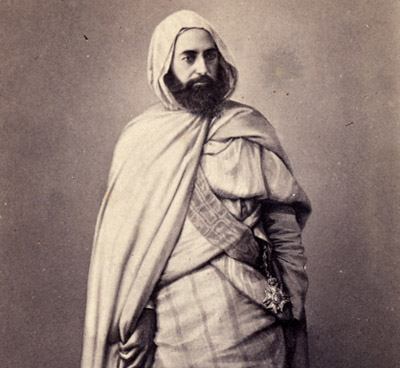
الأمير عبد القادر.

أن البطل رافق الأمير عبد القادر إلى سيدي بوزيد وترك كلمته المشهورة “ارم بالغرب قع خالتي” مر بقصر “زنينة” وتلقى أهل المنطقة الأمير بالترحاب وصلى بهم ودعا لهم، البطل شارك في المقاومة الشعبية ففي شهر أوت 1845 حين داهمت القوات الفرنسية عرش “أولاد سي أحمد” وسكان مجاورين واستولت على المواشي ونهبت الحبوب وثارت العروش المجاورة من اولاد أم هاني وأولاد سعد بن ثامر منطقة طاقين المعروفة بزمالة الأمير عبد القادر الذي هاجموا معسكر العدو في الزعفران بقيادة “التلي بلكحل”.

## معاركه ضذ الاستعمار الفرنسي
“التلي بلكحل” كانت له عدة معارك منها”واد يسر” في فيفري 1846 والذي تكبد فيها العدو خسائر جسيمة في الأرواح والعتاد وفي نفس الشهر معركة “واد السبع” 1846 و”عين الكحلة” في مارس 1846، وأكمل مسيرته إلى نواحي “بوكحيل” وفي شهر جانفي 1851 تشابك “أحمد سالم بن دهقان” مع قوات العدو بمدقين بالأغواط والتحق به “التلي بلكحل” لنجدته مع نفر من أولاد سي أحمد، أولاد أم هاني أولاد يحي بن سالم أولاد لعور وفرق من الأرباع وعرفت معركة انتصارا للمجاهدين، وفي شهر جوان 1852 تجمع كبير لمقاومي اولاد نايل بقيادة التلي بلكحل في قصر الحيران، وفي شهر جويلية التحق بالوفود الشريف بن عبد الله وبوشوشة شيخ الشعانبة وسي الزبير قائد أولاد بكار من البيض سيدي الشيخ وأبطال من الأرباع بقيادة أحمد بن سالم حيث اتجهت القوات إلى مدينة الأغواط ضد الاستعمار حيث كان في انتظارهم البطل يحي بن معمر، وتلتها وقتها في 04 ديسبمر معركة الأغواط (1852) التي اعتبرت من أكبر المعارك وسميت بعام “الخلية” والتي عرفت مجازر كبيرة وحرق وقتل لشيوخ وعجائز وأطفال حيث تشهد المقبرة المجاورة للمكان إلى يومنا هذا على البشاعة تلك.
التلي بلكحل” في 15 جانفي 1854 ظهر قرب تقرت في معركة جرح فيها وألقي عليه القبض وعلى رفيقه أحمد بن سالم، حيث لم يطل حبسهم وأغرت زوجة أحد المسؤولين الحراس للسماح لهم بالهرب والتي تعد من عرش أحمد بن سالم، بعد فراره من السجن كانت له معركة عين الناقة في أكتوبر 1854 ودخل في معركة حاسي الفتاح لتنقطع بعدها اخباره إلى غاية مارس 1855 في تشابكه مع فرقة للجنرال يوسف قرب مسعود، وأصيب الشيخ البطل أثناء هذه العملية بإصابة بليغة أسر على إثرها، وبعد مدة من الاعتقال أصدر الحاكم العام عفوا في حقه نظراً لتقدمه في السن مع فرض الإقامة الجبرية.

## وفاته
حيث يروي رفيقه الدائم “سي لخضر بن حرفوش” وهو كاتبه أن رفاقه “تخلوا عليه وتشتت انصاره وبقي البطل وحيدا، وأن الاستعمار استولى على الأرض والعقول”، وتوفي التلي بلكحل غرقا في واد الحاجية.